# Lev Ouroussov
Le prince Lev Pavlovitch Ouroussoff, ou comme il signait lui-même en français, Léon Ouroussoff, (en russe : Лев Павлович Урусов, transcription moderne Lev Pavlovitch Ouroussov), né en 1839 à Varsovie et mort en 1928 à Nice est un diplomate de l'Empire russe, ancien ambassadeur en France.

## Biographie

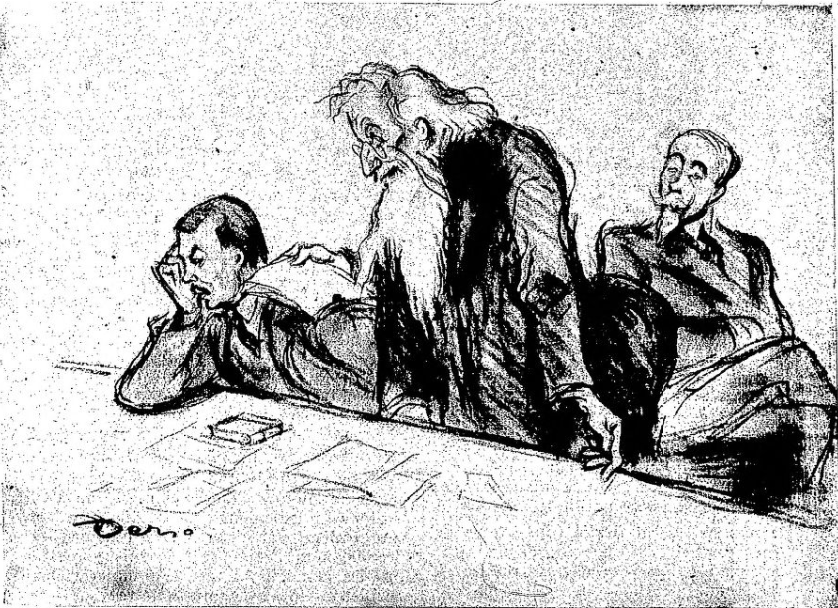
Au Congrès des émigrés russes, Paris, 1926, de gauche à droite, Lev Ouroussov, Pierre Struve et Mikhaïl Grabbe

Le prince est le fils du général d'infanterie Pavel Alexandrovitch Ouroussoff (1807-1889) et de son épouse, née comtesse Alexandra Sergueïevna Ouvarova (1814-1865). Il fait ses études au célèbre Corps des Pages.
Il est ambassadeur de Russie en Roumanie en 1880-1886, dans un pays récemment libéré du joug ottoman.
De 1886 à 1897, il est ambassadeur à Bruxelles (et à partir de 1891 aussi au grand-duché de Luxembourg). Il est ambassadeur à Paris en 1897-1904, à l'époque de l'Alliance franco-russe, puis à Vienne dans l'Empire austro-hongrois, de 1905 à 1910.
Le prince Ouroussoff avait rang d' Oberhofmeister, correspondant à la deuxième classe de la Table des Rangs. Il fuit déjà âgé la Russie après la Révolution d'Octobre 1917 et s'installe à Paris. Il participe au Congrès de l'émigration russe ou Congrès mondial russe, qui a eu lieu à Paris à l'Hôtel Majestic du 4 avril au 11 avril 1926, organisé à l'initiative de Pierre Struve.
Il est président de la société des anciens diplomates de l'Empire russe, créée en 1920 et termine ses jours à Nice.

## Famille
Le prince était l'époux de Prascovie Alexandrovna Abaza, fille d'Alexandre Abaza, de noblesse moldave, immensément riche et ministre des finances libéral à la fin du règne d'Alexandre II.
De cette union sont issus deux fils, le prince Alexandre Lvovitch Ouroussoff et le prince Pavel Lvovitch Ouroussoff.

## Source
- (ru) Cet article est partiellement ou en totalité issu de l’article de Wikipédia en russe intitulé « Урусов, Лев Павлович » (voir la liste des auteurs).